# Humor gràfic

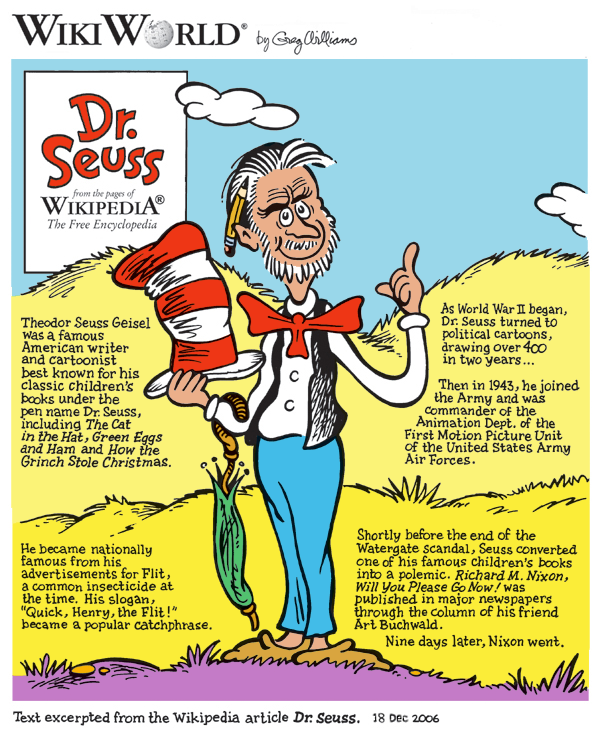
Un exemple d'humor gràfic "cartoon" modern

Humor gràfic és el terme amb el qual es designa una gamma diversa d'obres gràfiques realitzades per a la premsa, des d'acudits d'una sola vinyeta i caricatures fins a autèntiques historietes, tires còmiques o pàgines senceres. En general, abunda la sàtira de política i social.

## Origen
La premsa, de bon principi va incloure dos tipus de gràfics: les il·lustracions, imatges que acompanyen el text i que amb una intenció didàctica o estètica el que fan és complementar-lo; i les caricatures, paraula que denominava qualsevol imatge de caràcter satíric o còmic, que no acompanyen un text sinó que tenen sentit per elles mateixes i contenen un visatge crític. Avui en dia, del que aleshores se n'anomenava caricatura, i que és l'adaptació del terme caricatura en el sentit que li donaren els anglesos (que per la seva part adoptaren el terme del caricare italià), en català en diem humor gràfic. Però en moltes obres, sobretot anteriors als anys 20 del segle xx, caricatura i humor gràfic són sinònims. Per això Hogarth, Goya o Lautrec es consideren grans caricaturistes, quan en realitat el que feien eren imatges satíriques. La Caricatura catalana es correspon al portrait chargé, retrat d'un personatge real exagerant-ne o simplificant-ne les faccions per aconseguir un efecte satíric o purament estètic.

### Debat terminològic
Molts autors no estan d'acord amb el terme humor gràfic, car sobretot troben inadequat per a les seves obres el mot "humor" al considerar que ells realitzen sàtira gràfica, on no hi ha l'obligació de fer riure, cosa que, en canvi, sembla implícita en l'altra denominació. Ivan Tubau apunta una definició a El humor gráfico en la prensa del franquismo (1987) que eximeix l'acudit de la necessitat de fer riure, car diu que l'acudit gràfic "es un juego con ideas expresado mediante dibujos, con o sin la ayuda de palabras". Anys abans, Junceda, en el seu Assaig sobre l'humorisme gràfic (1936) certificà la proximitat entre els humoristes gràfics i els poetes; el dibuixant Màximo qualificà l'humor gràfic de gènere literari; Perich considera el gènere com un mitjà que li permet expressar un seguit de missatges o idees; i Mingote considera la vinyeta d'actualitat més propera al document que a l'obra d'art. Kap, al catàleg "Trazos, un siglo de ilustración y buen humor en Mundo Deportivo" (2006) escriu: "És un género de opinión, aunque el humorista no construye a través de palabras sino de imágenes".
El dibuixant d'humor també pot ser anomenat dibuixant satíric, dibuixant còmic, ninotaire, acuditaire, humorista gràfic, caricaturista, vinyetista, opinador gràfic, etc.

## Història
Si bé hi ha un seguit d'antecedents clars, i hi ha qui faria començar la història de l'humor gràfic ben bé fins als dibuixos de les parets de les coves d'Altamira, no es pot posar en dubte que el gènere està lligat al creixement i desenvolupament de la premsa escrita.

### Inicis
La sàtira gràfica, que beu de les fonts de la sàtira literària però utilitzant les eines dels artistes gràfics, s'estructura com a llenguatge innovador i de gran acceptació des del moment en què li és possible una ràpida fabricació i uns tiratges massius. Es poden citar com a antecedents les pintures dels Cranach, Brueghel, El Bosco o Teniers, i encara més els dibuixos "carregats" (d'aquí ve el terme caricatura) dels Carracci, Bernini o Da Vinci. Però és la possibilitat de realitzar i distribuir còpies d'aquestes imatges grotesques el que acaba per definir el gènere, per això el naixement de l'humor gràfic no serà fins a l'aparició dels gravats de Hogarth i Goya. A Catalunya hi ha la tradició de les auques, que s'empelta amb la d'aquesta disciplina, essent un fenomen autòcton i que mereix el seu estudi particular. L'auca no ha influenciat excessivament la història de l'humor gràfic mundial, però sí que deixa rastre en les manifestacions humorístiques catalanes, com l'obra de Xavier Nogués, Apa, Josep Maria de Martin, Toni Batllori o Kap.
Tot plegat afavorirà l'aparició d'un nou tipus de premsa específica. El 1825 apareix La Caricature a França, la revista d'atzarosa existència dirigida per l'inefable Philippon, que acollirà les imatges de la primera generació brillant de caricaturistes -Daumier, Gill, Gavarni, o Doré- i que serà la primera d'una llarga llista de publicacions de caràcter satíric.

### Humor gràfic català

#### Orígens catalans
A Catalunya, les publicacions pioneres són El Lechuguino a la Dernière, aparegut el 1830, i que serà seguida per El Carlino (1836), Sancho Gobernador (1836) o Lo Pare Arcàngel, que serà la primera publicació satírica escrita en català i que veu la llum l'any 1841. La majoria de les publicacions es dediquen a realitzar una furibunda crítica política aixoplugades sota el paraigües de la sàtira, i tindran contínues topades amb la censura. El Cañón Rayado (1859), Gil Blas (1864), o La Flaca (1869), són les publicacions més significatives d'aquest període, tant per la seva duració com per la qualitat dels col·laboradors gràfics, amb noms com Francisco Ortego, Josep Lluís Pellicer o Tomàs Padró, que formen la generació pionera de l'humor gràfic del nostre país. Barcelona serà la seu d'algunes de les millors publicacions humorístiques del país, des de La Campana de Gràcia (1870) i L'Esquella de la Torratxa (1879), fins a Cu-cut! (1902), En Patufet (1904), Papitu (1908), Picarol (1912), Cuca Fera (1917), L'Estevet (1921), Xut! (1922), o El Be Negre (1931).

La vinyeta humorística es desenvoluparà en aquestes publicacions fins al seu format actual, amb diverses generacions d'artistes gràfics d'extraordinari talent que se succeeixen fins al desastre de la guerra civil. Apel·les Mestres, Manuel Moliné o Llorenç Brunet, complementen els noms de la primera generació, amb un grafisme encara clàssic de dibuix que encara no havia aconseguit separar-se de l'academicisme (Mestres serà el dibuixant que més experimentarà i trobarà nous camins gràfics, que constituiran els fonaments de l'escola catalana d'humoristes). La següent fornada la formaran Josep Costa "Picarol", Gaietà Cornet, Joan Llaverias, Feliu Elias "Apa", Joan G. Junceda, Ricard Opisso, Romà Bonet "Bon", Lluís Bagaria, o Xavier Nogués, que són els que aconsegueixen elevar el llistó de l'humor gràfic català i fer que aquest sigui universalment reconegut com evidencien tant l'especialista John Grand-Carteret, al pròleg del llibre de dibuixos Kameraden, com Fernando García Barros al seu llibre de dos volums La Caricatura Contemporánea (1916), on ja distingeix "l'escola catalana" de la resta de dibuixants satírics i humorístics de les terres de la península:
«Por eso resulta muy justo afirmar que hoy residen en Cataluña los humoristas españoles perfectamente capacitados para obtener un puesto en la evolución universal de dicho arte [la caricatura]. Verdaderos maestros que junto a una gráfica notable, dominadora de la psicología, colocan muy a menudo, el acierto de unas leyendas que no he visto ni he podido aplaudir en Madrid.»
Una tercera generació de qualitat igual o superior va veure estroncada la seva consolidació per l'inici de la Guerra Civil espanyola l'any 1936: Avel·lí Artís-Gener "Tísner", Benigani, Artur Moreno, Josep Bartolí, Jaume Juez "Xirinius", Ernest Guasp o Martí Bas són alguns dels noms d'aquesta prometedora promoció que tanmateix no va poder desenvolupar amb normalitat el potencial que hauria fet eclosió si les circumstàncies no haguessin estat tan tràgiques.

#### Humor post-guerra
Després de la guerra, pràcticament tan sols Valentí Castanys i Joaquim Muntañola feren d'enllaç entre els dibuixants d'abans de la guerra i les noves fornades d'artistes del llapis. L'humor gràfic, pel que té de subversiu, fou desterrat dels mitjans que tan sols publicaven vinyetes intranscendents d'humor tou. Molts dibuixants es refugiaren en el món de la historieta, publicant obres a les revistes infantils, els cómics i al camp de la il·lustració, en revistes com TBO, Bruguera, l'Infantil, Tretzevents o Cavall Fort. A la premsa, i treballant sota l'esguard ferotge de la censura, hi comencen a despuntar Conti, Cesc, Peñarroya, Cifré, Garcia Lorente, un recuperat Tísner, Cerón i finalment el Perich, pedra de toc del que en els anys 70 s'anomenarà "boom" de l'humor gràfic.
La llei de premsa de Fraga, que abolia la censura prèvia, i els aires de canvi, portaren a l'època en què es fa cert el tòpic que a través d'un acudit es poden dir moltes més coses que a través d'una editorial. Aquest "boom" propicià que nous valors apareguessin en el panorama de l'humor gràfic. Els joves d'aleshores són els veterans d'avui: Toni Batllori, Fer, José Luis Martín, Tom, Romeu, L'Avi, Òscar Nebreda, Joma, Ja, Ivá, Ferreres o Guillén, als que es poden afegir els traspassats Gin, Ivá, i Oli. Si bé la línia que separa l'humor gràfic de la historieta sempre ha estat confusa, i molts humoristes han dibuixat historietes i historietistes han realitzat acudits, d'uns anys ençà la cosa encara ha anat a més, perquè les principals revistes d'humor han seguit el model de la nord-americana Mad per a la sàtira dibuixada, utilitzant més la historieta que no pas l'acudit. El Jueves (1977) n'és l'exemple paradigmàtic, ja que és una revista d'historietes d'humor, no pas d'humor gràfic pròpiament dit. En canvi l'humor gràfic ha estat present a les revistes catalanes El Be negre amb potes rosses (1977), El Drall (1988) o El Triangle (1990), que si bé avui en dia és un setmanari d'informació, va començar com a èmul de la publicació satírica francesa Le Canard enchainé. A banda d'aquestes, magre és el balanç pel que fa a publicacions d'humor gràfic catalanes, que s'ha hagut de refugiar a les comarques, si bé amb col·laboracions de primer nivell, tant gràfiques com literàries: El Pardal Moderat a Vic, Empordà Funeral, La Comarca Carlina a Olot, L'Escudella i carn d'olla de Berga i, l'única que encara viu, la tarragonina Deliróplis. Aquestes són els intents més notables de recuperar una tradició catalana, la de les publicacions satíriques.
Avui dia, al panorama de l'humor gràfic català, tot i que pocs poden publicar amb regularitat en la nostra llengua –cosa que és més aviat culpa del migrat panorama editorial–, s'hi troben novament alguns dels humoristes més rellevants de la península: Toni Batllori, Miquel Ferreres, Joma, Fer, Jap. També hi ha encara un seguit de veterans al peu del canó: Romeu, Òscar Nebreda, Kim, L'Avi, Alfons López, Ventura, Nando, Guillén, Bié o Puyal. I, finalment, uns quants nous valors que apunten tant a la consolidació del gènere com una renovació estètica i conceptual: Manel Fontdevila, Monteys, Pallarés, Faro, Kap, Pepe Farruqo, Juanjo Sáez o Jordi Labanda.
L'any 2016 va obrir les portes Humoristan, un museu digital dedicat a l'humor gràfic que té la seu a Barcelona.